# Víctor Barría
Víctor Manuel Barría Rabanal (Llanquihue, Chile, 1 de febrero de 1972) es un exfutbolista y entrenador chileno que jugaba como Centrocampista.

## Trayectoria

### Como jugador
Oriundo de Llanquihue, se formó en las divisiones inferiores de Provincial Osorno, debutando durante 1990. Formó parte de los planteles que campeonaron en la Primera B en 1990 y 1992. Tras el descenso en 1998, a la temporada siguiente jugó en Audax Italiano, para el año 2001 unirse a Deportes Temuco, en donde también se consagró campeón de la Primera B el mismo año. Luego, tuvo un paso por el Charlotte Eagles de Estados Unidos, retirándose del fútbol profesional en 2003.

### Como entrenador
Fue ayudante técnico de Mario Vanemerak en Provincial Osorno durante la temporada 2008. Luego de titularse como entrenador en el INAF, en 2012 fue nombrado jefe técnico de las divisiones inferiores de Deportes Temuco,siendo interino del primer equipo por dos partidos tras el despido y posterior recontratación del entrenador Carlos Girardengo.
Tras pasos como ayudante técnico en Curicó Unido, Barnechea y Unión La Calera, para la temporada 2022 fue anunciado como nuevo jefe técnico de las divisiones inferiores de San Marcos de Arica. En septiembre de 2023, tras la renuncia de Francisco Arrué, fue nombrado como director técnico interino del primer equipo.En diciembre del mismo año, fue confirmado como el entrenador titular para la temporada 2024. Luego de 7 fechas, el 7 de abril de 2024 es anunciado su regreso a las divisiones inferiores del conjunto ariqueño, siendo reemplazado en la conducción técnica del primera equipo por Germán Cavalieri.

## Clubes

### Como jugador
| Club              | País           | Año       |
| ----------------- | -------------- | --------- |
| Provincial Osorno | Chile          | 1990-1998 |
| Audax Italiano    | Chile          | 1999-2000 |
| Deportes Temuco   | Chile          | 2001-2002 |
| Charlotte Eagles  | Estados Unidos | 2002-2003 |

### Estadísticas como entrenador
| Equipo                      | Div.                | Temporada           | Liga | Liga | Liga | Liga | Liga |    | Copa | Copa | Copa | Copa |   | Internacional | Internacional | Internacional | Internacional |   | Otros | Otros | Otros | Otros |   | Totales     | Totales | Totales | Totales | Totales | Totales | Totales | Totales | Totales |
| Equipo                      | Div.                | Temporada           | PD   | G    | E    | P    | Pos. | PD | G    | E    | P    | PD   | G | E             | P             | PD            | G             | E | P     | PD    | G     | E     | P | Rendimiento | GF      | GC      | Dif.    | Ptos.   |         |         |         |         |
| --------------------------- | ------------------- | ------------------- | ---- | ---- | ---- | ---- | ---- | -- | ---- | ---- | ---- | ---- | - | ------------- | ------------- | ------------- | ------------- | - | ----- | ----- | ----- | ----- | - | ----------- | ------- | ------- | ------- | ------- | ------- | ------- | ------- | ------- |
| Deportes Temuco · Chile     | 3.ª                 | 2012                | 2    | 1    | 0    | 1    | Inc. | -  | -    | -    | -    | -    | - | -             | -             | -             | -             | - | -     | 2     | 1     | 0     | 1 | 50%         | 1       | 1       | 0       | 3       |         |         |         |         |
| Deportes Temuco · Chile     | Total               | Total               | 2    | 1    | 0    | 1    |      | -  | -    | -    | -    | -    | - | -             | -             | -             | -             | - | -     | 2     | 1     | 0     | 1 | 50%         | 1       | 1       | 0       | 3       |         |         |         |         |
| San Marcos de Arica · Chile | 2.ª                 | 2023                | 4    | 2    | 2    | 0    | 10.º | -  | -    | -    | -    | -    | - | -             | -             | -             | -             | - | -     | 4     | 2     | 2     | 0 | 66.67%      | 11      | 9       | +2      | 8       |         |         |         |         |
| San Marcos de Arica · Chile | 2.ª                 | 2024                | 7    | 3    | 0    | 4    | Inc. | -  | -    | -    | -    | -    | - | -             | -             | -             | -             | - | -     | 7     | 3     | 0     | 4 | 42.86%      | 11      | 10      | +1      | 9       |         |         |         |         |
| San Marcos de Arica · Chile | Total               | Total               | 11   | 5    | 2    | 4    |      | -  | -    | -    | -    | -    | - | -             | -             | -             | -             | - | -     | 11    | 5     | 2     | 4 | 51.51%      | 22      | 19      | +3      | 17      |         |         |         |         |
| Total en su carrera         | Total en su carrera | Total en su carrera | 13   | 6    | 2    | 5    |      | -  | -    | -    | -    | -    | - | -             | -             | -             | -             | - | -     | 13    | 6     | 2     | 5 | 51.28%      | 23      | 20      | +3      | 20      |         |         |         |         |
| 1.                          |                     |                     |      |      |      |      |      |    |      |      |      |      |   |               |               |               |               |   |       |       |       |       |   |             |         |         |         |         |         |         |         |         |

#### Resumen estadístico
| Competición               | Partidos | Ganados | Empatados | Perdidos | Rendimiento |
| ------------------------- | -------- | ------- | --------- | -------- | ----------- |
| Segunda División de Chile | 2        | 1       | 0         | 1        | 50%         |
| Primera B de Chile        | 11       | 5       | 2         | 4        | 51.51%      |
| Copa Chile                | 0        | 0       | 0         | 0        | 0%          |
| TOTAL                     | 13       | 6       | 2         | 5        | 51.28%      |

## Palmarés

### Como jugador

#### Campeonatos nacionales
| Título    | Club              | País  | Año  |
| --------- | ----------------- | ----- | ---- |
| Primera B | Provincial Osorno | Chile | 1990 |
| Primera B | Provincial Osorno | Chile | 1992 |
| Primera B | Deportes Temuco   | Chile | 2001 |